# Краснодарское дерби
Краснода́рское де́рби (Кубанское дерби) — противостояние между краснодарскими футбольными клубами «Краснодар» и «Кубань». История соперничества ведёт своё начало с 12 июня 2010 года, когда команды на поле стадиона «Кубань» встретились в матче первого круга Первого дивизиона. Краснодарское дерби является уникальным для России, поскольку представляет собой единственное противостояние клубов одного города за пределами Москвы на уровне Премьер-лиги. По состоянию на 4 декабря 2015 года клубы провели друг против друга в официальных матчах (Первом дивизионе, премьер-лиге, Кубке России) 13 встреч, в которых 6 матчей выиграла «Кубань», 5 — «Краснодар», 2 раза был зафиксирован ничейный результат.

## История соперничества
Дерби «Кубани» и «Краснодара» — самое молодое соперничество в России на уровне Премьер-Лиги. Недолгая история данного противостояния связана с различной судьбой клубов-участников.
«Кубань» основана в 1928 году и является одним из старейших футбольных клубов России. Ведет свою историю с момента основания команды «Динамо» при НКВД Краснодара. В течение своей истории клуб неоднократно менял название и ведомственную принадлежность ввиду политической конъюнктуры в СССР. В Высшей лиге СССР выступал в 1980—1982 годах, в Высшей лиге/Премьер-лиге России — в 1992, 2004, 2007, 2009 и с 2011 по 2016.
Футбольный клуб «Краснодар» основан в начале 2008 года Сергеем Галицким. В том же году команда заняла третье место в зоне «Юг» Второго дивизиона и в связи с отказом некоторых победителей и призёров турнира от участия в Первом дивизионе получила повышение в классе. Следующие два сезона (2009 и 2010 годов) «Краснодар» провёл в Первом дивизионе. Выступления в эти сезоны были весьма успешны, клуб занял десятое и пятое места соответственно.
В 2010 году состоялось первое краснодарское дерби. «Кубань», вылетевшая в предыдущем сезоне из Премьер-лиги, перед матчем считалась фаворитом. Игра проходила 12 июня на стадионе «Кубань», как и все последующие противостояния клубов. В присутствии 17500 зрителей победу с крупным счетом 3:0 одержали «желто-зелёные». В матче второго круга 14 октября минимальную победу (1:0) снова одержала «Кубань». По итогам турнира «казаки» заняли первое место в Первом дивизионе, «быки» — пятое. Перед началом очередного сезона с чемпионата снялся «Сатурн», по финансовым соображениям от перехода в Премьер-лигу отказались «Нижний Новгород» и «КамАЗ», поэтому их место перешло к «Краснодару». В итоге оба кубанских клуба синхронно получили повышение в классе.
В результате, начиная с сезона 2011/2012 в России появился второй после Москвы город со своим футбольным дерби на высшем уровне. Первый матч Премьер-Лиги между краснодарскими клубами прошёл 18 июня 2011 года, все предматчевые расклады были в пользу «Кубани», так как до этого у неё уже был опыт выступлений в Премьер-Лиге и история команды исчислялась десятками лет, а «Краснодару» на тот момент было всего три года и он впервые выступал на таком уровне. Матч получился напряжённым и драматичным. На 57 минуте за фол последней надежды был удален игрок «Краснодара» Тубич и был назначен пенальти, но реализовать его нападающий «Кубани» Траоре не смог, мяч попал в штангу. Позже у «Кубани» были шансы дожать соперника, но «быки», играя вдесятером, смогли забить гол на 67 минуте, автором которого стал полузащитник Никола Дринчич. Этот гол остался единственным в матче и «Краснодар» победил, войдя в историю, как победитель первого немосковского дерби в Премьер-Лиге. Эта победа стала первой для «быков» в истории дерби. Следующее противостояние в рамках полуторагодичного турнира прошло 29 октября 2011 года, в этот раз выиграла «Кубань» со счетом 2:0. Длинный сезон 2011/12 клубы закончили на соседних строчках турнирной таблицы — «Кубань» стала последней в первой восьмерке, «Краснодар» стал лучшим во второй, заняв общее девятое место.
30 октября 2012 года в истории противостояния краснодарских клубов произошло знаменательное событие, команды впервые сошлись друг с другом в матче Кубка России. Встреча произошла на стадии 1/8 финала. «Кубань» оказалась сильнее, победив со счетом 1:0, гол забил Маркос Пиззелли. «Казаки» вышли в четвертьфинал, где уступили «Зениту».
Начиная с 2012 года в чемпионатах страны клубы одерживали победы поочерёдно: 10 августа 2012 года победила «Кубань», 30 ноября 2012 года с таким же счетом выиграл «Краснодар», 3 ноября 2013 года снова «Кубань» и снова 2:1, 30 марта 2014 года победу праздновал «Краснодар» (3:1). 4 декабря 2015 года состоялось последнее в истории «Краснодарское дерби», где сильнее оказались «чёрно-зелёные» (3:2). Таким образом, в матчах Премьер-лиги «Краснодар» имеет 5 побед, «Кубань» — 3 победы и 2 встречи между этими командами закончились ничейным исходом.
В 2018 году клуб «Кубань» был ликвидирован по причине банкротства.
Матчи «Краснодара» с клубом «Кубань», образованным в 2018 году под названием «Урожай», тоже рассматриваются в качестве дерби.

### Сравнение результатов
Ниже представлена сравнительная таблица, иллюстрирующая результаты клубов в Чемпионате России по футболу, начиная с 2008 по 2015 год (время основания ФК «Краснодар»):
| Сезон   | «Краснодар»                | «Краснодар» | «Кубань»        | «Кубань» |
| Сезон   | Лига                       | Место       | Лига            | Место    |
| ------- | -------------------------- | ----------- | --------------- | -------- |
| 2008    | Второй дивизион. Зона «Юг» | 3           | Первый дивизион | 2        |
| 2009    | Первый дивизион            | 10          | Премьер-Лига    | 15       |
| 2010    | Первый дивизион            | 5           | Первый дивизион | 1        |
| 2011/12 | Премьер-Лига               | 9           | Премьер-Лига    | 8        |
| 2012/13 | Премьер-Лига               | 10          | Премьер-Лига    | 5        |
| 2013/14 | Премьер-Лига               | 5           | Премьер-Лига    | 8        |
| 2014/15 | Премьер-Лига               | 3           | Премьер-Лига    | 10       |
| 2015/16 | Премьер-Лига               | 4           | Премьер-Лига    | 14       |
| 2016/17 | Премьер-Лига               | 4           | ФНЛ             | 7        |
| 2017/18 | Премьер-Лига               | 4           | ФНЛ             | 9        |

С момента основания клуба «Краснодар» (2008 год) пять сезонов подряд «казаки» оказывалась выше в турнирной таблице, чем «быки». В сезоне 2013/2014 «Краснодар» за два тура до завершения чемпионата обеспечил себе более высокую позицию, чем «Кубань». В сезонах 2014/2015 и 2015/2016 выше вновь оказывались «быки».
|                  | «Краснодар»                                           | «Кубань»                               |
| ---------------- | ----------------------------------------------------- | -------------------------------------- |
| Чемпионат СССР   | не участвовал                                         | 13 место в Чемпионате 1981 года        |
| Кубок СССР       | не участвовал                                         | 1/8 финала в Кубке 1982 года           |
| Чемпионат России | 3 место в Чемпионате 2014/15, 2018/19 и 2019/20 годов | 5 место в Чемпионате 2013/14 годов     |
| Кубок России     | Финалист Кубка 2013/14                                | Финалист Кубка 2014/15                 |
| Еврокубки        | 1/8 финала Лиги Европы 2016/17, 2018/19               | 3 место на групповом этапе Лиги Европы |

В чемпионате России максимальное достижение выше у «Краснодара» (третье место). В еврокубках «жёлто-зелёные» участвовали 1 раз, «быки» — 7 раз. В Кубке России лучший результат «Кубани» и «Краснодара» идентичен (финал). Официальных трофеев национального или европейского уровня ни «Краснодар», ни «Кубань» не имеют.

### Болельщики
В городе Краснодар существуют давние традиции боления за футбольный клуб «Кубань», что обусловлено долгой историей команды. ФК «Краснодар», созданный в 2008 году, только формирует свою зрительскую аудиторию и создает традиции поддержки со стороны фанатов. Ниже приведена статистика посещаемости домашних матчей обоих клубов в течение шести сезонов, начиная с 2010 года:
| Сезон   | «Кубань»        | «Кубань»                      | «Краснодар»     | «Краснодар»                   |
| Сезон   | Лига            | Средняя домашняя посещаемость | Лига            | Средняя домашняя посещаемость |
| ------- | --------------- | ----------------------------- | --------------- | ----------------------------- |
| 2010    | Первый дивизион | 8 601                         | Первый дивизион | 6 526                         |
| 2011/12 | Премьер-Лига    | 20 877                        | Премьер-Лига    | 8 877                         |
| 2012/13 | Премьер-Лига    | 20 934                        | Премьер-Лига    | 11 093                        |
| 2013/14 | Премьер-Лига    | 13 819                        | Премьер-Лига    | 11 570                        |
| 2014/15 | Премьер-Лига    | 9 228                         | Премьер-Лига    | 11 270                        |
| 2015/16 | Премьер-Лига    | 9 464                         | Премьер-Лига    | 10 939                        |
| 2016/17 | ФНЛ             | 3 593                         | Премьер-Лига    | 17 322                        |
| 2017/18 | ФНЛ             | 2 593                         | Премьер-Лига    | 25 032                        |

### Стадионы
До октября 2016 года оба клуба («Кубань» с 1961 года, «Краснодар» с 2009) выступают на домашней арене футбольного клуба «Кубань» с одноимённым названием, вмещающей 31 654 зрителя.
В октябре 2016 открылся Стадион ФК «Краснодар», однако матчей дерби на нем пока не проходило.

## Результаты матчей
Сводная таблица результатов краснодарского дерби в различных турнирах по состоянию на 4 декабря 2015 года:
| Турнир                | Победы «Краснодара» | Ничьи | Победы «Кубани» | Разница мячей |
| --------------------- | ------------------- | ----- | --------------- | ------------- |
| РПЛ                   | 5                   | 2     | 3               | 16:14         |
| Кубок России          | 0                   | 0     | 1               | 0:1           |
| ФНЛ — Первый дивизион | 0                   | 0     | 2               | 0:4           |
| Итого                 | 5                   | 2     | 6               | 16:19         |

Ниже представлен список матчей, проведенных в рамках противостояния клубов, по состоянию на 4 декабря 2015 года:
| Список матчей противостояния | Список матчей противостояния                             | Список матчей противостояния | Список матчей противостояния | Список матчей противостояния | Список матчей противостояния | Список матчей противостояния | Список матчей противостояния                                                             | Список матчей противостояния |
| Дата                         | Турнир                                                   | Стадион                      | Зрители                      | Хозяева                      | Гости                        | Счёт                         | Голы                                                                                     | Прот.                        |
| ---------------------------- | -------------------------------------------------------- | ---------------------------- | ---------------------------- | ---------------------------- | ---------------------------- | ---------------------------- | ---------------------------------------------------------------------------------------- | ---------------------------- |
| 12.06.2010                   | Чемпионат России, Первый дивизион, Первый круг           | Кубань                       | 17500                        | Кубань                       | Краснодар                    | 3:0 (1:0)                    | 1:0 Кулик (15), 2:0 Букур (77), 3:0 Букур (84)                                           | [ 5 ]                        |
| 14.10.2010                   | Чемпионат России, Первый дивизион, Второй круг           | Кубань                       | 12500                        | Краснодар                    | Кубань                       | 0:1 (0:1)                    | 0:1 Игнатьев (87)                                                                        | [ 22 ]                       |
| 18.06.2011                   | Чемпионат России, Премьер-Лига, Первый этап, Первый круг | Кубань                       | 25840                        | Кубань                       | Краснодар                    | 0:1 (0:0)                    | 0:1 Дринчич (67)                                                                         | [ 23 ]                       |
| 29.10.2011                   | Чемпионат России, Премьер-Лига, Первый этап, Второй круг | Кубань                       | 23000                        | Краснодар                    | Кубань                       | 0:2 (0:1)                    | 0:1 Траоре (41), 0:2 Траоре (68)                                                         | [ 24 ]                       |
| 10.08.2012                   | Чемпионат России, Премьер-Лига, Первый круг              | Кубань                       | 23547                        | Кубань                       | Краснодар                    | 2:1 (1:0)                    | 1:0 Амисулашвили (38, автогол), 2:0 Ионов (81), 2:1 Мовсисян (86)                        | [ 25 ]                       |
| 30.10.2012                   | Кубок России, 1/8 финала                                 | Кубань                       | 18660                        | Кубань                       | Краснодар                    | 1:0 (1:0)                    | 1:0 Пиззелли (19)                                                                        | [ 26 ]                       |
| 30.11.2012                   | Чемпионат России, Премьер-Лига, Второй круг              | Кубань                       | 19500                        | Краснодар                    | Кубань                       | 2:1 (0:0)                    | 0:1 Озбилиз (55), 1:1 Шипицин (85), 2:1 Мартынович (90+4)                                | [ 27 ]                       |
| 03.11.2013                   | Чемпионат России, Премьер-Лига, Первый круг              | Кубань                       | 25500                        | Краснодар                    | Кубань                       | 1:2 (0:0)                    | 0:1 Букур (64), 0:2 Попов (90+1), 1:2 Гоу (90+3)                                         | [ 28 ]                       |
| 30.03.2014                   | Чемпионат России, Премьер-Лига, Второй круг              | Кубань                       | 15742                        | Кубань                       | Краснодар                    | 1:3 (1:1)                    | 1:0 Мельгарехо (14), 1:1 Широков (41), 1:2 Ари (51), 1:3 Широков (79)                    | [ 29 ]                       |
| 03.12.2014                   | Чемпионат России, Премьер-Лига, Второй круг              | Кубань                       | 11911                        | Кубань                       | Краснодар                    | 1:1 (0:1)                    | 0:1 Перейра (21), 1:1 Букур (58)                                                         | [ 30 ] [ 31 ]                |
| 11.04.2015                   | Чемпионат России, Премьер-Лига, Второй круг              | Кубань                       | 23700                        | Краснодар                    | Кубань                       | 3:2 (1:1)                    | 0:1 Соснин (30), 1:1 Перейра (37), 1:2 Игнатьев (55), 2:2 Широков (60), 3:2 Калешин (79) | [ 32 ]                       |
| 10.08.2015                   | Чемпионат России, Премьер-Лига, Второй круг              | Кубань                       | 25250                        | Краснодар                    | Кубань                       | 1:1 (0:0)                    | 0:1 Мельгарехо (50), 1:1 Смолов (90)                                                     | [ 33 ]                       |
| 04.12.2015                   | Чемпионат России, Премьер-Лига, Второй круг              | Кубань                       | 12114                        | Кубань                       | Краснодар                    | 2:3 (1:0)                    | 1:0 Ткачёв (11), 2:0 Игнатьев (67), 2:1 Вандерсон (71), 2:2 Мамаев (80), 2:3 Смолов (87) | [ 34 ]                       |

## Бомбардиры
Лучшим бомбардиром Краснодарского дерби и одновременно лучшим бомбардиром «Кубани» в этом противостоянии является Георге Букур, забивший 4 мяча. Три гола за «казаков» на счету Владислава Игнатьева, по 2 гола записали Ласина Траоре и Лоренсо Мельгарехо. Лучшим бомбардиром «Краснодара» является автор трех мячей — Роман Широков, два гола на счету Маурисио Перейры и Фёдора Смолова. Остальные игроки отличились не более одного раза.
Ниже представлены списки всех авторов забитых в дерби мячей за каждый из клубов (по состоянию на 4 декабря 2015 года).
| Авторы мячей за «Краснодар» | Авторы мячей за «Краснодар» |
| Игрок                       | Количество голов            |
| --------------------------- | --------------------------- |
| Роман Широков               | 3                           |
| Маурисио Перейра            | 2                           |
| Фёдор Смолов                | 2                           |
| Ари                         | 1                           |
| Жерар Гоу                   | 1                           |
| Никола Дринчич              | 1                           |
| Александр Мартынович        | 1                           |
| Юра Мовсисян                | 1                           |
| Евгений Шипицин             | 1                           |
| Виталий Калешин             | 1                           |
| Вандерсон                   | 1                           |
| Павел Мамаев                | 1                           |
| ИТОГО                       | 16                          |

| Авторы мячей за «Кубань»                                                                                        | Авторы мячей за «Кубань» |
| Игрок | Количество голов         |
| --- | ------------------------ |
| Георге Букур | 4                        |
| Владислав Игнатьев                                                                                              | 3                        |
| Ласина Траоре                                                                                                   | 2                        |
| Лоренсо Мельгарехо                                                                                              | 2                        |
| Александр Амисулашвили (А)¹                                                                                     | 1                        |
| Алексей Ионов                                                                                                   | 1                        |
| Маркос Пиззелли                                                                                                 | 1                        |
| Арас Озбилиз | 1                        |
| Ивелин Попов | 1                        |
| Владислав Кулик                                                                                                 | 1                        |
| Антон Соснин | 1                        |
| Сергей Ткачёв                                                                                                   | 1                        |
| ИТОГО | 19                       |
| Примечание: ¹ Игрок «Краснодара» Амисулашвили отметился автоголом в игре Чемпионата России 10 августа 2012 года |                          |

## Рекорды
За историю соперничества «Краснодара» и «Кубани» зафиксированы следующие рекордные результаты:
- Самая крупная победа «Краснодара» — 3:1 (30 марта 2014 года в игре Премьер-Лиги)[29]
- Самая крупная победа «Кубани» — 3:0 (12 июня 2010 года в матче Первого дивизиона)[5]
- Самый результативный матч — 3:2 (11 апреля 2015 года в игре Премьер-Лиги)[29]
- Самое большое количество зрителей в матче Краснодарского дерби — 25 840 (18 июня 2011 года в игре Премьер-Лиги, номинальные хозяева — «Кубань»)[23]
- Наименьшее число болельщиков — 11 911 (03 декабря 2014)[22]
- Первые 13 дерби прошли на стадионе «Кубань»[1]